# Findel
Findel est une section de la commune luxembourgeoise de Sandweiler située dans le canton de Luxembourg.
Findel est connu pour la présence de l’aéroport international du pays, mais aussi de son centre de rétention.